# Podłęże (powiat chrzanowski)
Podłęże – wieś w Polsce położona w województwie małopolskim, w powiecie chrzanowskim, w gminie Alwernia.
W latach 1975–1998 miejscowość należała administracyjnie do województwa krakowskiego.

## Geografia
Między Podłężem a sąsiadującą z nią od północy wsią Mirów wznoszą się dwa wzgórza Winnica (na zach. – wys. 314 m n.p.m.) – z nieczynnym kamieniołomem i Chełm (na wsch. – wys. 301 m n.p.m.).

## Historia
Pierwsze wzmianki pisane o obszarze dzisiejszego Podłęża pochodzą za panowania króla Władysława Hermana (1081–1102). Wojewoda krakowski Sieciech przy podziale dóbr pomiędzy synów, jednemu z nich, imieniem Żegota, dał obszar obejmujący Brodła, Mirów, Podłęże, Okleśne z dzisiejszą Porębą Żegoty aż po Chrzanów.
Do roku 1870 Podłęże stanowiło przysiółek Mirowa (przysiółek – skupisko kilku gospodarstw położonych poza zabudową stanowiącą integralną część wsi. Również mała wioska), wieś zarządzaną w większości przez hrabiego Potockiego. Dopiero po roku 1870 Podłęże zaczęło tworzyć odrębną społeczność lokalną, by w roku 1890 posiadać 285 mieszkańców i stać się autonomiczną miejscowością. W 1914 roku w Podłężu był już Wapiennik, który działał do lat 90. XX wieku. Dwa inne w późniejszych latach działały na granicy z Mirowem i Okleśną.
II wojna światowa oraz niemiecka okupacja przebiegała na terenie Podłęża w miarę spokojnie i nie przyczyniły się do znacznych zniszczeń. Podłęże wraz z Mirowem i Brodłami zostały wcielone do Generalnego Gubernatorstwa co odcięło dzieci od szkoły w Okleśnej i parafii w Porębie Żegoty. Dotknęły mieszkańców Podłęża przymusowa wywózka na roboty do Niemiec. Było takich 13 przypadków. Między innymi: Stanisław Kosowski, Antoni Świder, Józefa Świder, Antoni Chlebicki. Prawdopodobnie także mieszkańcy pochodzenia żydowskiego zostali zmuszeni do opuszczenia swojego domostwa (Karczmy) i wywiezieni do obozu koncentracyjnego. Żaden z nich nie wystąpił z wnioskiem o wpisanie go na listę volkslistę. Wydarzył się jeden przypadek ukrywania Żydówki przez sześć miesięcy. Owa kobieta przeżyła wojnę.

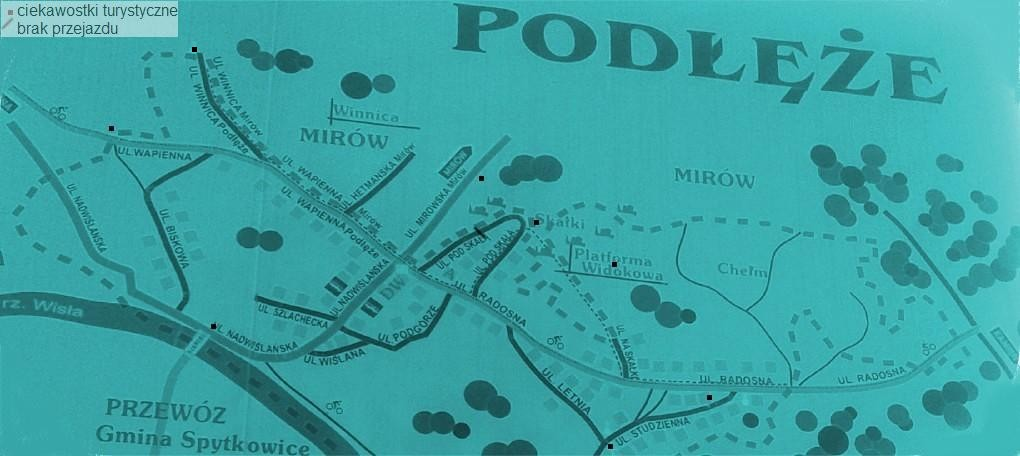

Sowieckie wojska wyzwoliły Podłęże 19 stycznia 1945 roku.
Po zakończeniu II wojny światowej obszar Podłęża był w zasięgu działań 80-osobowego oddziału Burza, podległego Armii Polskiej w Kraju pod dowództwem Mieczysława Wądolnego, pseudonim Mściciel. W 1946 po zamordowaniu rodziny Zabagło z Okleśni, właściciela Młyna oraz dwóch jego córek 14- i 17-letniej za współpracę z podziemiem antykomunistycznym, oddział pod dowództwem Mieczysława Spuły ps. „Feluś” dokonał prawdopodobnie akcji odwetowej i w Podłężu i zabił dwóch milicjantów. Oddział „Burza” działał do roku 1949 do całkowitego rozbicia go przez funkcjonariuszy Urzędu Bezpieczeństwa Publicznego.
Do lat siedemdziesiątych w obrębie Karczmy vis-à-vis przewozu promowego przyjmował się zwyczaj powitania wracających pielgrzymów z Kalwarii, kiszonym ogórkiem i muzykowaniem. Dlatego potocznie przyjęła się nazwa „Kalwaryjka”. Tradycja owa zanikała po wysiedleniu z terenów Wisły mieszkańców Podłęża z powodu zagrożenia powodziowego. Reaktywacja Kalwaryjki nastąpiła w roku 1996 w symbolicznej już formie witania pielgrzymów, w oprawie festynu – zabawy z nieodzownym ogórkiem kiszonym i muzyką.